# Präsidentschaftswahl in den Vereinigten Staaten 2004
Die 55. Wahl des Präsidenten der Vereinigten Staaten von Amerika fand am 2. November 2004 statt. Der bisherige Amtsinhaber George W. Bush wurde für eine zweite Amtszeit wiedergewählt. Gleichzeitig fanden Wahlen zum Kongress und Parlamenten auf Staats- und Kommunalwahlen sowie einige Gouverneurswahlen statt.

## Kandidaten und Wahlverfahren

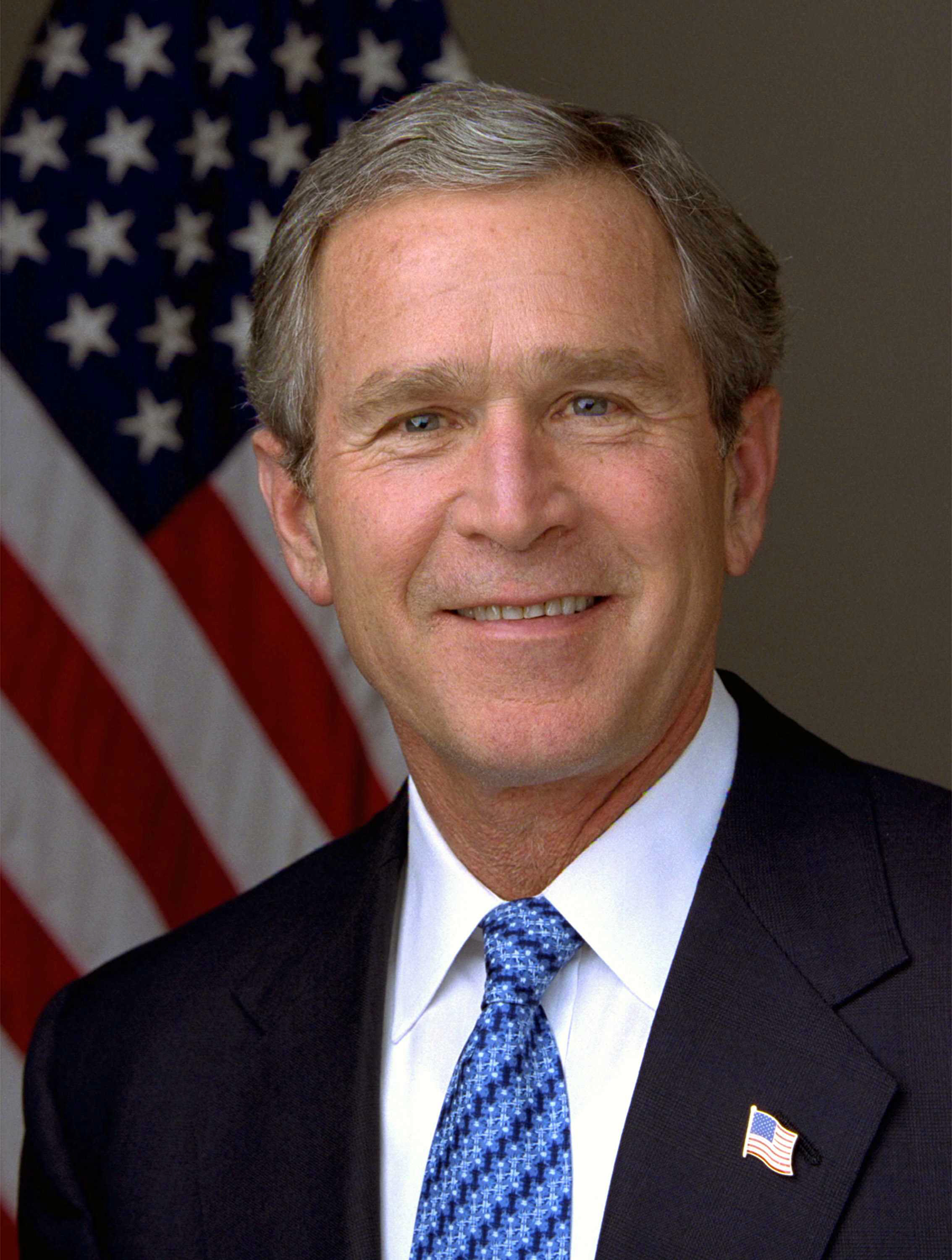
George W. Bush

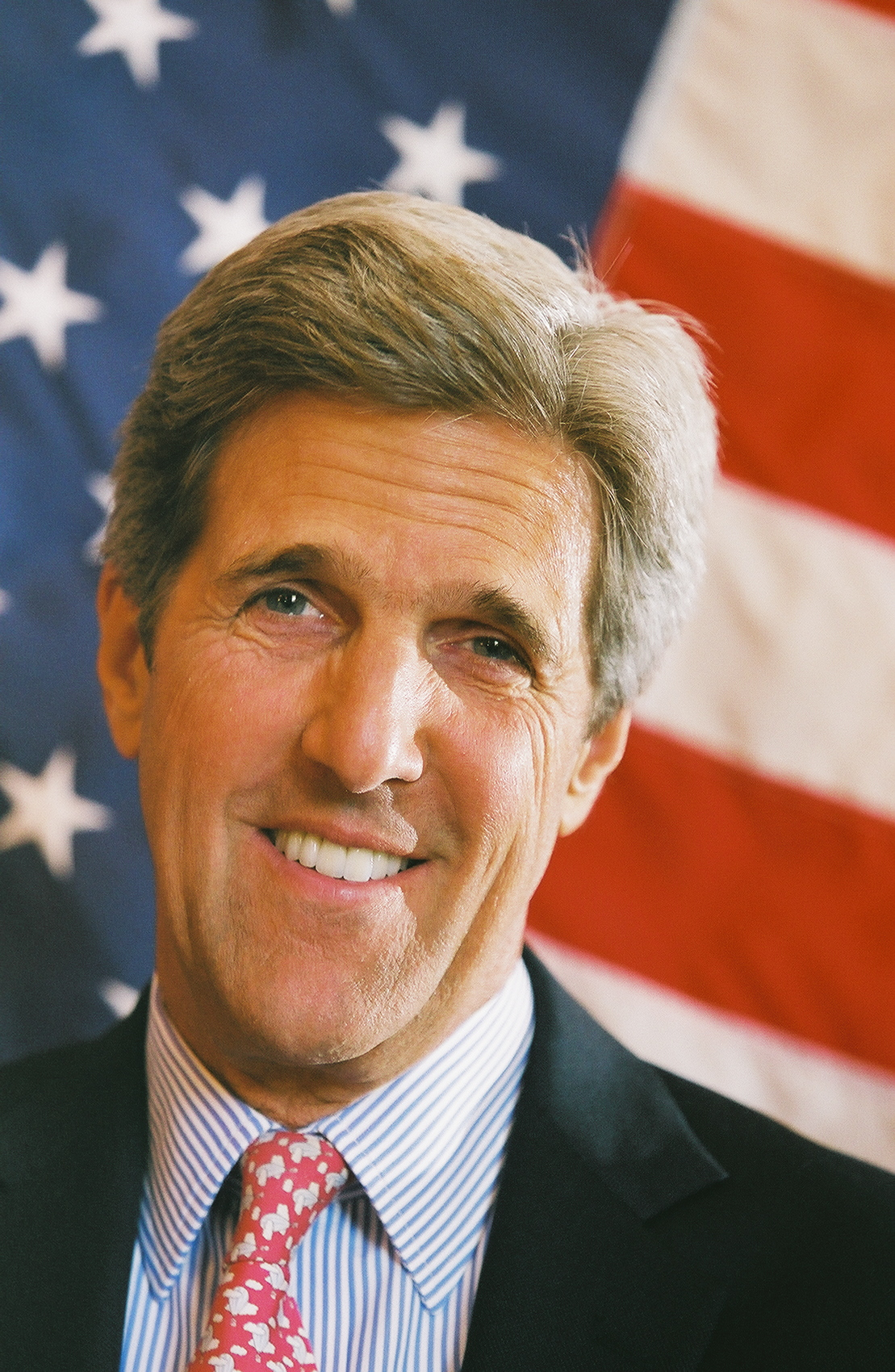
John Kerry

Kandidaten waren George W. Bush (Republikaner), John Kerry (Demokraten), Ralph Nader (unabhängig) sowie 44 weitere unabhängige Kandidaten. Ernsthafte Siegchancen hatten nur Kerry und Bush. Allerdings hat Nader wie auch schon bei der Präsidentschaftswahl 2000 den Demokraten wahrscheinlich wichtige Stimmen gekostet. Vielen politisch links eingestellten Amerikanern erschien Kerry, US-Senator aus Massachusetts, im Vergleich zu Nader wahrscheinlich zu weit rechts stehend. Für den Amtsinhaber Bush galten hingegen die Kandidaten der Constitution Party und der Libertarian Party als Konkurrenten um die möglicherweise entscheidenden Stimmen im konservativen Lager.
Zu den weitgehend unbekannten Präsidentschaftskandidaten mit äußerst geringen Wahlchancen gehörten: Michael Badnarik (Libertarian Party), David Cobb (Green Party), Michael Peroutka (Constitution Party, früher US Taxpayer Party) und Walter F. Brown (Socialist Party USA).
Der Präsident der Vereinigten Staaten wird nicht direkt gewählt, sondern durch das Electoral College, ein aus 538 Wahlmännern bestehendes Gremium. Die Wahlmänner werden von den Bundesstaaten entsandt und sind im Prinzip an die Entscheidung der Wähler des entsendenden Staats für einen der Kandidaten gebunden. Dieses Wahlsystem der indirekten Mehrheitswahl ist die Erklärung dafür, dass der Kandidat, der landesweit die meisten Wählerstimmen auf sich vereinigt, nicht unbedingt zum Präsidenten gewählt wird. Diese Situation war bei der Präsidentschaftswahl 2000 zugunsten des republikanischen Kandidaten Bush aufgetreten. Davor gab es dieses Phänomen zweimal: 1876, als sich Rutherford B. Hayes (Republikaner) gegen Samuel J. Tilden im Electoral College durchsetzte, und 1888, als Benjamin Harrison (Republikaner) gegen den amtierenden Präsidenten Grover Cleveland gewann. 1824 hatte John Quincy Adams, der erste Sohn, der seinem Vater, John Adams (2. US-Präsident, 1797–1801), nachfolgte, weder durch die Bevölkerungsstimmen noch die Wahlmännerstimmen gewonnen; er siegte erst im Repräsentantenhaus.
Hätte Kerry in Ohio gesiegt, hätte sich das Phänomen zum Vorteil der Demokraten wiederholt. Für die Wahl zum Präsidenten benötigt ein Kandidat die absolute Mehrheit des Wahlmännerkollegiums, also mindestens 270 Stimmen. Entschieden wurde die Wahl wie üblich in den so genannten Swing States – vor allem Florida, Ohio und New Mexico, die alle Bush für sich verbuchen konnte.

## Vorwahlen
Bei den Vorwahlen der Demokraten galt John Kerry im Vergleich zum ursprünglich favorisierten Howard Dean, der am 18. Februar 2004 seine Kandidatur auf Grund mangelnder Unterstützung wieder zurückzog, als gemäßigter Kandidat. Für ihn sprachen sowohl seine internationale Erfahrung als auch seine persönliche Reputation als aktiver Kriegsteilnehmer. Seine demokratischen Gegner im Vorwahlkampf warfen ihm vor, umfangreiche Spenden von Großunternehmen erhalten zu haben. Republikaner werfen ihm vor allem seine wechselnden Meinungen und sein Abstimmungsverhalten im US-Senat sowie seine generell zu „liberale“ Einstellung vor. Ein weiterer aussichtsreicher Kandidat war Wesley Clark.
Nach dem so genannten Super Tuesday am 2. März 2004 galt Kerrys Präsidentschaftskandidatur als sicher. Offiziell wurde der demokratische Kandidat auf einem nationalen Parteitag Ende Juli 2004 gekürt, allerdings war mit John Edwards am 3. März 2004 der letzte ernstzunehmende Mitbewerber aus dem Rennen um die Präsidentschaft ausgestiegen. Am 16. März 2004 erreichte Kerry ein weiteres Etappenziel. Nach einem Sieg bei den Vorwahlen im Bundesstaat Illinois verfügte er über mehr als die rechnerisch benötigten 2162 Delegiertenstimmen für die Ernennung auf dem Konvent seiner Partei im Juli.
Die Republikanische Partei hielt in diesem Jahr keine Vorwahlen ab, da nur Amtsinhaber Bush als Kandidat antrat.

## Nominierungsparteitage (Conventions)
Die Nominierungsparteitage (Conventions) gehörten zu den Höhepunkten des Wahljahres in den USA. Bei diesen nationalen Parteitagen, die traditionell im Sommer stattfinden, stimmten die Delegierten der Bundesstaaten über den Präsidentschaftskandidaten der Partei ab.
- Demokratischer Parteitag vom 26. Juli bis zum 29. Juli 2004 in Boston
- Republikanischer Parteitag vom 30. August bis 2. September 2004 in New York

Am Morgen des 6. Juli 2004 nominierte Kerry seinen Rivalen aus den Vorrunden, Edwards, als Vizepräsident der Vereinigten Staaten („Running Mate“). Edwards habe „den Mut, die Entschlossenheit und die Begabung für das Amt“, erklärte Kerry. Dieser strategische Schachzug sollte dem Bush-Herausforderer Stimmen in den Südstaaten sichern, denen große Bedeutung für den Wahlausgang zukam.

## Wahlkampf und Wahldurchführung
Bei dem mit einem Frühstart Anfang März 2004 begonnenen Wahlkampf kam es zunächst zu Protesten von Angehörigen der Opfer der Terroranschläge am 11. September 2001. Sie warfen Bush vor, Fotos aus jener Zeit, die den Präsidenten zusammen mit der Feuerwehr vor dem Hintergrund der Trümmer zeigen, für seinen Wahlkampf zu missbrauchen.

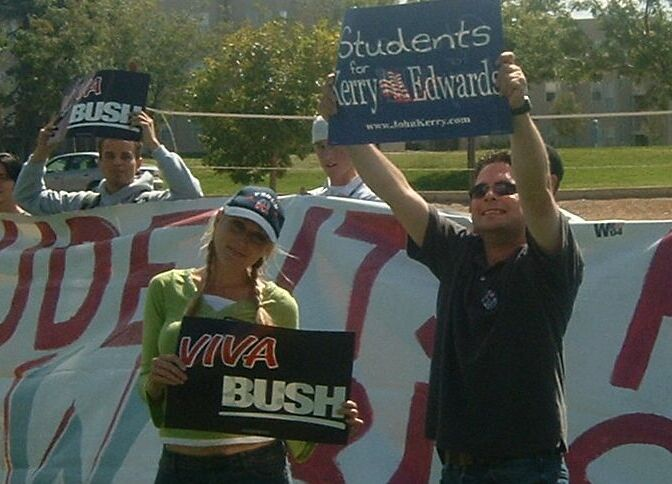
Beide Lager lieferten sich vor allem in den Swing States einen heftigen Wahlkampf. Hier im September 2004 in New Mexico.

Auch die ersten gegenseitigen Anschuldigungen ließen nicht lange auf sich warten. Am 8. März 2004 warf Bush Kerry auf einer Wahlkampftour in Texas unverantwortliches Handeln vor. Der Senator habe sich vor zehn Jahren für massive Einschnitte im Geheimdienstbudget eingesetzt. Kerry, ebenfalls in Texas auf Wählersuche, griff den Präsidenten im Gegenzug wegen einer seiner Ansicht nach rücksichtslosen Außenpolitik an.
Bis Juni 2004 war der Wahlkampf durch den andauernden Konflikt im Irak und vor allem durch die Bilder über von US-Armeeangehörigen misshandelte Häftlinge in irakischen Gefängnissen geprägt. War vor dem Wahlkampf die Außenpolitik die Stärke und die Wirtschaftspolitik die Schwäche der Regierung Bush, so stellte sich das Mitte des Jahres 2004 genau andersherum dar.

### Finanzierung
Der Wahlkampf kostete nach Schätzungen bis zu 3,9 Milliarden US-Dollar und war damit der bisher teuerste US-Wahlkampf. Im Vorfeld war versucht worden, die Ausgaben durch eine Neuordnung der Parteienfinanzierung („McCain-Feingold-Gesetz“) zu begrenzen. Dies führte aber zu zahlreichen Umgehungsstrategien, unter anderem über sogenannte 527er-Gruppen, die weiterhin unkontrolliert Gelder erhalten konnten und über eigene Fernseh- und Radiowerbung wesentlichen Anteil an der öffentlichen Debatte gewannen.

### Debatten
Drei Präsidentschaftsdebatten wurden von der Kommission für Präsidentschaftsdebatten angesetzt:
1. Debatte: 30. September 2004 an der University of Miami mit Fragen vom Moderator Jim Lehrer vom öffentlichen Fernsehen PBS. Themen: Außenpolitik und Innere Sicherheit.
2. Debatte: 8. Oktober 2004 an der Washington University in St. Louis, im Townhall-Format moderiert von Charles Gibson vom Sender ABC.
3. Debatte: 13. Oktober 2004 an der Arizona State University, mit Fragen vom Moderator Bob Schieffer von CBS. Themen: Innen- und Wirtschaftspolitik.

Am 13. März 2004 forderte Kerry seinen Konkurrenten Bush zu monatlichen Fernsehduellen heraus. Bush lehnte ab und verwies dabei auf die scharfe Rhetorik des Herausforderers. Die traditionellen drei Fernsehrunden vor der Wahl fanden aber statt. Vor allem die erste und die dritte der Debatten wurden nach Umfragen klar durch Kerry gewonnen. Vor allem in der ersten Debatte wirkte der Amtsinhaber überfordert mit den harten Anschuldigungen seines Herausforderers. Kerry konnte danach in den Umfragen wiederum deutlich zulegen, aber keinen sicheren Vorsprung aufbauen, mit dem er die Wahl für sich hätte entscheiden können.

### Vizepräsidenten-Debatten
Eine Debatte zwischen den Vizepräsidentschaftskandidaten Dick Cheney und John Edwards wurde ebenfalls angesetzt, und zwar am 5. Oktober 2004 an der Case Western Reserve University. Sie wurde moderiert von Gwen Ifill von PBS.

### Fahrenheit 9/11
Überraschende Aufmerksamkeit gewann ein Dokumentarfilm des Bush-Kritikers Michael Moore mit dem Titel Fahrenheit 9/11. Die Anhänger der Republikaner kritisierten den Film wegen vermeintlicher Manipulationen scharf, so dass dieses Werk noch mehr Aufmerksamkeit erhielt. Letztendlich war der Einfluss auf die Wahl wohl aber zu vernachlässigen: Teilweise wird sogar vermutet, dass die republikanische Basis wegen als unfair und polemisch empfundener Angriffe in Fahrenheit 9/11 zusätzlich mobilisiert wurde.

### Verdacht auf Unregelmäßigkeiten
Am 19. November 2004 wurde die erste wissenschaftliche Analyse bezüglich der elektronischen Wahlmaschinen im Staat Florida durch die Universität Berkeley veröffentlicht. Dabei wurden die Veränderungen der Wahlergebnisse von 2000 nach 2004 einer statistischen Regressionsanalyse unterworfen und auch sozioökonomische und demographische Faktoren berücksichtigt. Die Analyse kommt zu dem Ergebnis, dass der Einsatz der elektronischen Wahlmaschinen einen statistisch signifikanten Effekt zu Gunsten von Bush gehabt habe. Demnach habe Bush gerade in den Bezirken überproportional hinzugewonnen, in denen elektronisch gewählt worden sei. Die Art des Wahlmediums sollte normalerweise keinerlei Einfluss auf das Wahlergebnis haben.
Die Studie lässt die Gründe für diese Unregelmäßigkeiten offen und beschränkt sich auf die reine Analyse der Ergebnisse. Den Resultaten dieser Untersuchung widersprechen jedoch Politikwissenschaftler, etwa des MIT, deren Beobachtungen ergaben, dass Bushs landesweite Stimmengewinne unabhängig von der Art des Wahlmediums gewesen seien; zwischen früheren Abstimmungen und der aktuellen Wahl bestünden demnach keine auffälligen statistischen Unterschiede. Zudem weist die Studie methodische Mängel auf: So seien von vornherein nur Faktoren einbezogen worden, mit denen sich ein Zusammenhang zwischen Bushs Wahlsieg und elektronischen Wahlmaschinen herstellen gelassen hätte (etwa der Umstand, dass wohlhabendere Wahlbezirke sich eher teure elektronische Wahlmaschinen leisten können und deren Einwohner zugleich politisch den Republikanern näherstehen), während externe Parameter ignoriert worden seien, zum Beispiel die Anzahl der Wahlkampfauftritte der Kandidaten in den jeweiligen Bezirken oder der Anteil der protestantischen Wähler.
Zudem traten bereits im Vorfeld der Wahlen massive Spekulationen über die Zuverlässigkeit der eingesetzten elektronischen Wahlmaschinen auf, die nach dem Debakel im Zusammenhang mit der notwendig gewordenen manuellen Neu-Auszählung der Stimmen aus Florida bei der letzten Wahl eigens angeschafft worden waren. Nach Presseberichten soll der Inhaber des beauftragten Unternehmens sich als starker Befürworter des amtierenden Präsidenten geäußert haben und wolle (Zitat): „...alles, was in meiner Macht steht, tun, um die Wiederwahl des Präsidenten zu ermöglichen.“ Daneben tauchten im Internet bereits Monate vor der Wahl interne Sicherheitsprotokolle der Herstellerfirma auf, die belegten, wie unsicher die interne Programmierung der Wahlmaschinen gewesen sei. Infolgedessen hat der Staat Florida für neue Wahlmaschinen auf einen anderen Hersteller zurückgegriffen, um den Verdacht des Wahlbetrugs zu zerstreuen.
Insgesamt, so die Einschätzung der schweizerischen Nationalrätin Barbara Haering, welche die OSZE-Delegation zur Wahlbeobachtung leitete, „... scheinen die Stimmabgabe und die Auszählung der Stimmen ordnungsgemäß abgelaufen zu sein, obwohl unseren Beobachtern aufgrund fehlender bundes- oder einzelstaatlicher Regelungen nicht in allen Bundesstaaten der Zugang zu den Wahllokalen möglich war.“ Die OSZE-Delegation (unter anderem auch durch Rita Süssmuth repräsentiert) betrachtete die Wahlen als ordnungsgemäß. Sie berichtete, dass der Wahlverlauf „eine lange demokratische Tradition“ widerspiegele und „geordnet und friedlich“ vor sich gegangen sei. Kritik wurde an langen Warteschlangen vor einigen Wahllokalen geäußert.
Michael Moore engagierte sich in dieser Hinsicht mit einigen Tausend Helfern und konnte keine eklatanten Sachverhalte zur Kenntnis bringen. Eine Woche nach der Wahl erhob der demokratische Kandidat für das US-Repräsentantenhaus, Jeff Fisher, massive Betrugsvorwürfe. Seiner Aussage nach verfügt er über Belege, die nachweisen, dass die Wahlautomaten in Florida manipuliert und Wahlergebnisse gezielt verändert worden seien. Er stützt seine Angaben mit starken Diskrepanzen beim Vergleich von Statistiken über Parteiregistrierungen und der Stimmenauszählung in Bezirken, in denen Stimmen eingescannt wurden. Fisher erklärte, seine Vorwürfe dem FBI gegenüber belegen und eine Untersuchung erzwingen zu wollen.
Kritiker dieser Betrugstheorien weisen auf mehrere Aspekte hin:
- Jeff Fisher ist als unterlegener Kandidat in Floridas Wahlbezirk 16 an einer Anfechtung der Wahl persönlich interessiert.
- Jano Cabrera, Sprecherin der Demokraten, sprach sich wegen offensichtlicher Unbegründetheit gegen eine Wahlanfechtung aus.
- Die Unterschiede zwischen Parteiregistrierungen und abgegebenen Stimmen rühren daher, dass bei einer Registrierung keine Parteipräferenz angegeben werden muss; die Registrierungen mit Parteiangabe stellen also nur einen Bruchteil der gesamten Registrierungen dar und sind statistisch nicht aussagekräftig.
- Zudem ist es ein seit langem in Florida und anderen Südstaaten der USA bekanntes Wahlverhalten, dass eigentlich demokratische Wähler und sogar Parteimitglieder bei staats- und bundesweiten Abstimmungen republikanisch wählen (sog. „Dixiekraten“); auch der Wahlausgang 2004 unterscheidet sich nicht substantiell von früheren Präsidentenwahlen.

## Ergebnisse
In absoluten Zahlen erzielte der Amtsinhaber George W. Bush ca. drei Millionen Stimmen mehr als sein Herausforderer. Zum ersten Mal seit 1988 erlangte der Sieger der Präsidentenwahl zudem gleichermaßen die absolute Mehrheit der Wahlmänner- als auch der Wählerstimmen. Wie bei vergangenen Präsidentenwahlen waren die jeweils erfolgreichsten Staaten für die Kontrahenten zum einen der District of Columbia, in dem Herausforderer Kerry von 89 % der Bevölkerung gewählt wurde, sowie Utah (der mit 72 % der Stimmen für Bush erfolgreichste Staat), der zu 60 % von extrem konservativ orientierten Mormonen und einem hohen Anteil an ländlicher Bevölkerung dominiert wird. Auch in den Bundesstaaten, in denen die Terroranschläge des 11. September ihre stärksten Spuren hinterlassen haben (New York, Pennsylvania, Washington D.C.), ist kein grundsätzlicher politischer Umschwung in Richtung konservativer Werteordnung festzustellen; wie bei vergangenen Wahlen blieben die republikanisch dominierten Staaten im Herzen der USA trotz teilweise erlittener Arbeitsplatzverluste und hoher Staatsverschuldung während der ersten Amtszeit von George W. Bush bei ihrer Haltung gegen das politische Konzept des Herausforderers.
Bis heute ist dies die letzte Wahl, bei der ein republikanischer Präsidentschaftskandidat eine Mehrheit in Colorado, New Mexico und Virginia erhielt. Nach George W. Bush siegten in diesen Staaten bei allen nachfolgenden Präsidentschaftswahlen ausnahmslos Kandidaten der Demokraten. In Nevada gewann erst 2024 mit Donald Trump wieder ein republikanischer Kandidat.

### Landesweites Wahlergebnis
| Kandidat           | Partei   | Partei             | Stimmen     | Stimmen | Wahlmänner |
| Kandidat           | Partei   | Partei             | Anzahl      | Prozent | Wahlmänner |
| ------------------ | -------- | ------------------ | ----------- | ------- | ---------- |
| George Walker Bush |          | Republikaner       | 62.040.610  | 50,7 %  | 286        |
| John Kerry         |          | Demokrat           | 59.028.444  | 48,3 %  | 251        |
| John Edwards       |          | Demokrat           | —           | —       | 1 a        |
| Ralph Nader        |          | Grüner             | 465.650     | 0,4 %   | —          |
| Harry Browne       |          | Libertarian        | 397.265     | 0,3 %   | —          |
| Michael Peroutka   |          | Constitution Party | 143.630     | 0,1 %   | —          |
| Sonstige           | Sonstige | Sonstige           | 96.150      | 0,2 %   | —          |
| Gesamt             | Gesamt   | Gesamt             | 122.295.345 | 100 %   | 538        |

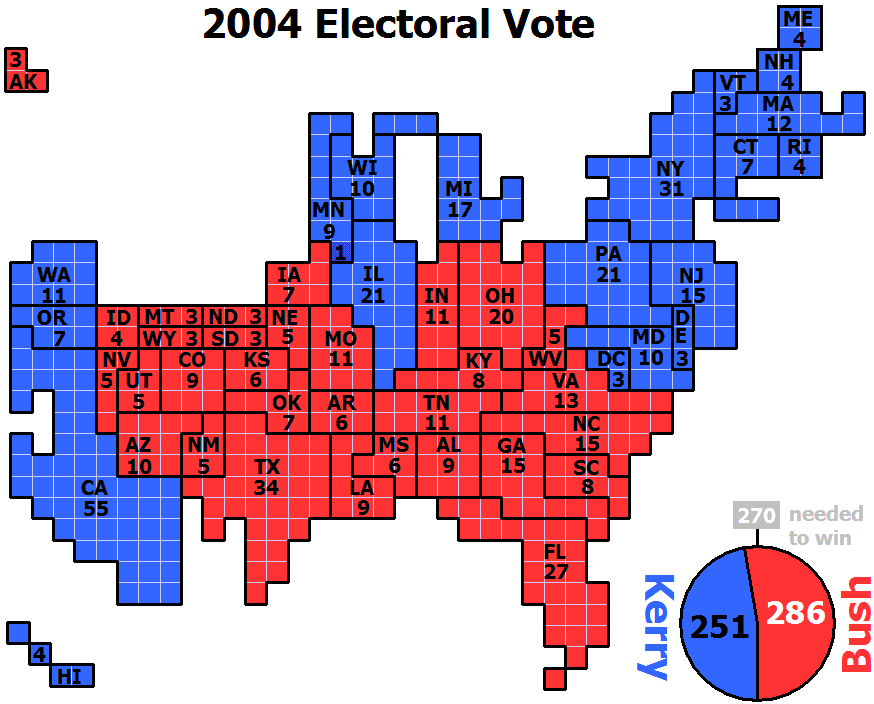
Karte der gewonnenen Bundesstaaten. Jedes Quadrat entspricht einer Wahlperson.

a In Minnesota stimmten neun der zehn Wahlmänner für John Kerry und einer für John Edwards.
Da Ohio mit seinen 20 Wahlmännern der letzte noch nicht vollständig ausgezählte Bundesstaat war, konzentrierte sich zuletzt die Aufmerksamkeit der Öffentlichkeit auf die Stimmenverteilung in diesem Staat. Florida, das an Bush ging und in dem nach der Wahl Unregelmäßigkeiten bei der elektronischen Stimmenauszählung vermutet werden, wirkte mit seinen 27 Wahlmännern ebenso wahlentscheidend für beide Kandidaten.
Obwohl die genaue Feststellung der letztlich gültigen Stimmen aufgrund von sogenannten „vorläufigen“ und Briefwahlstimmen im noch bedeutenden Staat Ohio zu dem Zeitpunkt noch nicht abgeschlossen war, erklärte der demokratische Herausforderer Kerry am 3. November 2004 um 16 Uhr MEZ telefonisch seine Niederlage gegenüber Amtsinhaber Bush und gratulierte ihm zum Wahlsieg. Bush habe Kerry als harten und ehrenhaften Opponenten gewürdigt. Beide sollen bedauert haben, dass die USA „zu sehr gespalten“ seien.

### Wahlergebnisse nach Bundesstaat
| Bundesstaat           | Bundesstaat             | John Kerry Demokraten | John Kerry Demokraten | John Kerry Demokraten | George W. Bush Republikaner | George W. Bush Republikaner | George W. Bush Republikaner | Andere Kandidaten | Andere Kandidaten | Stimmen gesamt | Vorsprung | Vorsprung |
| Bundesstaat           | Bundesstaat             | Stimmen               | %                     | Wahlleute             | Stimmen                     | %                           | Wahlleute                   | Stimmen           | %                 | Stimmen gesamt | Stimmen   | %         |
| --------------------- | ----------------------- | --------------------- | --------------------- | --------------------- | --------------------------- | --------------------------- | --------------------------- | ----------------- | ----------------- | -------------- | --------- | --------- |
|                       | Alabama                 | 693.933               | 36,8                  | –                     | 1.176.394                   | 62,5                        | 9                           | 13.122            | 0,7               | 1.883.449      | 482.461   | 25,6      |
|                       | Alaska                  | 111.025               | 35,5                  | –                     | 190.889                     | 61,1                        | 3                           | 10.684            | 3,4               | 312.598        | 79.864    | 25,5      |
|                       | Arizona                 | 893.524               | 44,4                  | –                     | 1.104.294                   | 54,9                        | 10                          | 14.767            | 0,7               | 2.012.585      | 210.770   | 10,5      |
|                       | Arkansas                | 469.953               | 44,5                  | –                     | 572.898                     | 54,3                        | 6                           | 12.094            | 1,1               | 1.054.945      | 102.945   | 9,8       |
|                       | Colorado                | 1.001.732             | 47,0                  | –                     | 1.101.255                   | 51,7                        | 9                           | 27.343            | 1,3               | 2.130.330      | 99.523    | 4,7       |
|                       | Connecticut             | 857.488               | 54,3                  | 7                     | 693.826                     | 43,9                        | –                           | 27.455            | 1,7               | 1.578.769      | 163.662   | 10,4      |
|                       | Delaware                | 200.152               | 53,3                  | 3                     | 171.660                     | 45,8                        | –                           | 3.378             | 0,9               | 375.190        | 28.492    | 7,6       |
|                       | District of Columbia    | 202.970               | 89,2                  | 3                     | 21.256                      | 9,3                         | –                           | 3.360             | 1,5               | 227.586        | 181.714   | 79,8      |
|                       | Florida                 | 3.583.544             | 47,1                  | –                     | 3.964.522                   | 52,1                        | 27                          | 61.744            | 0,8               | 7.609.810      | 380.978   | 5,0       |
|                       | Georgia                 | 1.366.149             | 41,4                  | –                     | 1.914.254                   | 58,0                        | 15                          | 21.472            | 0,7               | 3.301.875      | 548.105   | 16,6      |
|                       | Hawaii                  | 231.708               | 54,0                  | 4                     | 194.191                     | 45,3                        | –                           | 3.114             | 0,7               | 429.013        | 37.517    | 8,7       |
|                       | Idaho                   | 181.098               | 30,3                  | –                     | 409.235                     | 68,4                        | 4                           | 8.114             | 1,4               | 598.447        | 228.137   | 38,1      |
|                       | Illinois                | 2.891.550             | 54,8                  | 21                    | 2.345.946                   | 44,5                        | –                           | 36.826            | 0,7               | 5.274.322      | 545.604   | 10,3      |
|                       | Indiana                 | 969.011               | 39,3                  | –                     | 1.479.438                   | 59,9                        | 11                          | 19.553            | 0,8               | 2.468.002      | 510.427   | 20,7      |
|                       | Iowa                    | 741.898               | 49,2                  | –                     | 751.957                     | 49,9                        | 7                           | 13.053            | 0,9               | 1.506.908      | 10.059    | 0,7       |
|                       | Kalifornien             | 6.745.485             | 54,3                  | 55                    | 5.509.826                   | 44,4                        | –                           | 166.541           | 1,3               | 12.421.852     | 1.235.659 | 9,9       |
|                       | Kansas                  | 434.993               | 36,6                  | –                     | 736.456                     | 62,0                        | 6                           | 16.307            | 1,4               | 1.187.756      | 301.463   | 25,4      |
|                       | Kentucky                | 712.733               | 39,7                  | –                     | 1.069.439                   | 59,5                        | 8                           | 13.710            | 0,8               | 1.795.882      | 356.706   | 19,9      |
|                       | Louisiana               | 820.299               | 42,2                  | –                     | 1.102.169                   | 56,7                        | 9                           | 20.638            | 1,1               | 1.943.106      | 281.870   | 14,5      |
|                       | Maine                   | 396.842               | 53,6                  | 2                     | 330.201                     | 44,6                        | –                           | 13.709            | 1,9               | 740.752        | 66.641    | 9,0       |
|                       | Maine (1st District)    | 211.703               | 55,1                  | 1                     | 165.824                     | 43,1                        | –                           | 6.865             | 1,8               | 384.392        | 45.879    | 11,9      |
|                       | Maine (2nd District)    | 185.139               | 52,0                  | 1                     | 164.377                     | 46,1                        | –                           | 6.844             | 1,9               | 356.360        | 20.762    | 5,8       |
|                       | Maryland                | 1.334.493             | 55,9                  | 10                    | 1.024.703                   | 42,9                        | –                           | 27.482            | 1,2               | 2.386.678      | 309.790   | 13,0      |
|                       | Massachusetts           | 1.803.800             | 61,9                  | 12                    | 1.071.109                   | 36,8                        | –                           | 37.479            | 1,3               | 2.912.388      | 732.691   | 25,2      |
|                       | Michigan                | 2.479.183             | 51,2                  | 17                    | 2.313.746                   | 47,8                        | –                           | 46.323            | 1,0               | 4.839.252      | 165.437   | 3,4       |
|                       | Minnesota               | 1.445.014             | 51,1                  | (9) 10                | 1.346.695                   | 47,6                        | –                           | 36.678            | 1,3               | 2.828.387      | 98.319    | 3,5       |
|                       | Mississippi             | 458.094               | 39,8                  | –                     | 684.981                     | 59,5                        | 6                           | 9.070             | 0,8               | 1.152.145      | 226.887   | 19,7      |
|                       | Missouri                | 1.259.171             | 46,1                  | –                     | 1.455.713                   | 53,3                        | 11                          | 16.480            | 0,6               | 2.731.364      | 196.542   | 7,2       |
|                       | Montana                 | 173.710               | 38,6                  | –                     | 266.063                     | 59,1                        | 3                           | 10.672            | 2,4               | 450.445        | 92.353    | 20,5      |
|                       | Nebraska                | 254.328               | 32,7                  | –                     | 512.814                     | 65,9                        | 2                           | 11.044            | 1,4               | 778.186        | 258.486   | 33,2      |
|                       | Nebraska (1st District) | 96.314                | 35,7                  | –                     | 169.888                     | 62,9                        | 1                           | 3.896             | 1,4               | 270.098        | 73.574    | 27,2      |
|                       | Nebraska (2nd District) | 97.858                | 38,5                  | –                     | 153.041                     | 60,2                        | 1                           | 3.525             | 1,4               | 254.424        | 55.183    | 21,7      |
|                       | Nebraska (3rd District) | 60.156                | 23,7                  | –                     | 189.885                     | 74,9                        | 1                           | 3.623             | 1,4               | 253.664        | 129.729   | 51,1      |
|                       | Nevada                  | 397.190               | 47,9                  | –                     | 418.690                     | 50,5                        | 5                           | 13.707            | 1,7               | 829.587        | 21.500    | 2,6       |
|                       | New Hampshire           | 340.511               | 50,2                  | 4                     | 331.237                     | 48,9                        | –                           | 5.990             | 0,9               | 677.738        | 9.274     | 1,4       |
|                       | New Jersey              | 1.911.430             | 52,9                  | 15                    | 1.670.003                   | 46,2                        | –                           | 30.258            | 0,8               | 3.611.691      | 241.427   | 6,7       |
|                       | New Mexico              | 370.942               | 49,0                  | –                     | 376.930                     | 49,8                        | 5                           | 8.432             | 1,1               | 756.304        | 5.988     | 0,8       |
|                       | New York                | 4.314.280             | 58,4                  | 31                    | 2.962.567                   | 40,1                        | –                           | 114.189           | 1,5               | 7.391.036      | 1.351.713 | 18,3      |
|                       | North Carolina          | 1.525.849             | 43,6                  | –                     | 1.961.166                   | 56,0                        | 15                          | 13.992            | 0,4               | 3.501.007      | 435.317   | 12,4      |
|                       | North Dakota            | 111.052               | 35,5                  | –                     | 196.651                     | 62,9                        | 3                           | 5.130             | 1,6               | 312.833        | 85.599    | 27,4      |
|                       | Ohio                    | 2.741.167             | 48,7                  | –                     | 2.859.768                   | 50,8                        | 20                          | 26.973            | 0,5               | 5.627.908      | 118.601   | 2,1       |
|                       | Oklahoma                | 503.966               | 34,4                  | –                     | 959.792                     | 65,6                        | 7                           | –                 | –                 | 1.463.758      | 455.826   | 31,1      |
|                       | Oregon                  | 943.163               | 51,3                  | 7                     | 866.831                     | 47,2                        | –                           | 26.788            | 1,5               | 1.836.782      | 76.332    | 4,2       |
|                       | Pennsylvania            | 2.938.095             | 50,9                  | 21                    | 2.793.847                   | 48,4                        | –                           | 37.648            | 0,7               | 5.769.590      | 144.248   | 2,5       |
|                       | Rhode Island            | 259.760               | 59,4                  | 4                     | 169.046                     | 38,7                        | –                           | 8.328             | 1,9               | 437.134        | 90.714    | 20,8      |
|                       | South Carolina          | 661.699               | 40,9                  | –                     | 937.974                     | 58,0                        | 8                           | 18.057            | 1,1               | 1.617.730      | 276.275   | 17,1      |
|                       | South Dakota            | 149.244               | 38,4                  | –                     | 232.584                     | 59,9                        | 3                           | 6.387             | 1,6               | 388.215        | 83.340    | 21,5      |
|                       | Tennessee               | 1.036.477             | 42,5                  | –                     | 1.384.375                   | 56,8                        | 11                          | 16.467            | 0,7               | 2.437.319      | 347.898   | 14,3      |
|                       | Texas                   | 2.832.704             | 38,2                  | –                     | 4.526.917                   | 61,1                        | 35                          | 51.144            | 0,7               | 7.410.765      | 1.694.213 | 22,9      |
|                       | Utah                    | 241.199               | 26,0                  | –                     | 663.742                     | 71,5                        | 5                           | 22.903            | 2,5               | 927.844        | 422.543   | 45,5      |
|                       | Vermont                 | 184.067               | 58,9                  | 3                     | 121.180                     | 38,8                        | –                           | 7.062             | 2,3               | 312.309        | 62.887    | 20,1      |
|                       | Virginia                | 1.454.742             | 45,5                  | –                     | 1.716.959                   | 53,7                        | 13                          | 26.666            | 0,8               | 3.198.367      | 262.217   | 8,2       |
|                       | Washington              | 1.510.201             | 52,8                  | 11                    | 1.304.894                   | 45,6                        | –                           | 43.989            | 1,5               | 2.859.084      | 205.307   | 7,2       |
|                       | West Virginia           | 326.541               | 43,2                  | –                     | 423.778                     | 56,1                        | 5                           | 5.568             | 0,7               | 755.887        | 97.237    | 12,9      |
|                       | Wisconsin               | 1.489.504             | 49,7                  | 10                    | 1.478.120                   | 49,3                        | –                           | 29.383            | 1,0               | 2.997.007      | 11.384    | 0,4       |
|                       | Wyoming                 | 70.776                | 29,1                  | –                     | 167.629                     | 68,9                        | 3                           | 5.023             | 2,1               | 243.428        | 96.853    | 39,8      |
| Quelle: fec.gov (PDF) |                         |                       |                       |                       |                             |                             |                             |                   |                   |                |           |           |

## Rezeption
Das britische Boulevardblatt „Daily Mirror“ fragte sich in einer Polemik auf dem Titel ihrer am 4.11. erschienenen Ausgabe: „Wie können 59.054.087 Menschen nur so blöd sein?“. Im Konkurrenzblatt „The Daily Telegraph“ erschien eine Replik auf diese Polemik.

## Zeittafel
- 2. November 2004 – Stimmabgabe der wahlberechtigten US-Bürger
- 3. November 2004 – John Kerry gesteht seine Niederlage ein
- 13. Dezember 2004 – Die Wahlmänner treten in den Hauptstädten der einzelnen Bundesstaaten zusammen. Die Ergebnisse der einzelnen Abstimmungen werden unter Verschluss an den Kongress gesandt.
- 3. Januar 2005 – Der neu gewählte Kongress tritt zu seiner konstituierenden Sitzung zusammen.
- 6. Januar 2005 – Die Stimmen der Wahlmänner werden vom Kongress gezählt. Damit wird der Präsident für die nächsten vier Jahre designiert.
- 20. Januar 2005 – Der Präsident wird vereidigt und in sein Amt eingeführt.